# Joseph Forte (acteur)
Pour les articles homonymes, voir Joseph Forte et Forte.
Joseph Forte (né le 14 juin 1893 à Londres et mort le 11 mars 1967 à Hollywood) est un acteur britannique du cinéma américain.

## Filmographie partielle

### Cinéma
- 1936 : Reefer Madness de Louis J. Gasnier
- 1936 : Appelez nord 777 (Call Northside 777) de Henry Hathaway
- 1937 : Le Cœur en fête (When You're in Love) de Robert Riskin et Harry Lachman
- 1938 : Of Human Hearts de Clarence Brown
- 1939 : Laissez-nous vivre (Let Us Live!) de John Brahm
- 1939 : Dick Tracy's G-Men (en) de John English et William Witney
- 1939 : L'Étonnant M. Williams (The Amazing Mr. Williams) d'Alexander Hall
- 1940 : L'Escadron noir (Dark Command) de Raoul Walsh
- 1940 : The Green Hornet Strikes Again! de Ford Beebe et John Rawlins
- 1946 : Le Spectre écarlate (The Crimson Ghost) de Fred C. Brannon et William Witney
- 1949 : La Furie des tropiques (Slattery's Hurricane) d'André de Toth
- 1949 : Horizons en flammes (Task Force) de Delmer Daves
- 1950 : Fureur secrète (The Secret Fury) de Mel Ferrer
- 1950 : Le Petit Train du Far West (A Ticket to Tomahawk) de Richard Sale
- 1951 : Roadblock de Harold Daniels
- 1951 : Feu sur le gang (Come Fill the Cup) de Gordon Douglas
- 1952 : Un refrain dans mon cœur (With a Song in My Heart) de Walter Lang
- 1952 : Aveux spontanés (Assignment - Paris!) de Robert Parrish
- 1954 : Des monstres attaquent la ville (Them!) de Gordon Douglas
- 1954 : Un amour pas comme les autres (Young at Heart) de Gordon Douglas
- 1956 : La Pêche aux maris (Our Miss Brooks) d'Al Lewis
- 1957 : L'Extravagant Monsieur Cory (Mister Cory) de Blake Edwards
- 1957 : Règlements de comptes à OK Corral (Gunfight at the O.K. Corral) de John Sturges
- 1957 : Le Grand Chantage (Sweet Smell of Success) d'Alexander Mackendrick
- 1957 : Amour frénétique (Loving You) de Hal Kanter
- 1958 : La Meneuse de jeu (La Meneuse de jeu) de Joseph Anthony
- 1958 : La Dernière Fanfare (The Last Hurrah) de John Ford
- 1959 : Violence au Kansas (The Jayhawkers !) de Melvin Frank
- 1959 : Un matin comme les autres (Beloved Infidel) de Henry King
- 1960 : La Diablesse en collant rose (Heller in pink tights) de George Cukor
- 1960 : Du haut de la terrasse (From the Terrace) de Mark Robson
- 1961 : Homicide (Homicidal) de William Castle
- 1963 : Docteur Jerry et Mister Love (The Nutty Professor) de Jerry Lewis
- 1963 : Un chef de rayon explosif (Who's Minding the Store ?) de Frank Tashlin
- 1964 : L'Homme à tout faire (Roustabout) de John Rich

### Télévision
- 1951-1952 : Cisco Kid (The Cisco Kid) (série télévisée)
- 1953 : Les Aventures de Superman (Adventures of Superman) (série télévisée)
- 1954 : Papa a raison (Father Knows Best) (série télévisée)
- 1955 : Science Fiction Theatre (en) (série télévisée)
- 1956 : Our Miss Brooks (série télévisée)
- 1956 : Highway Patrol (série télévisée)
- 1956-1958 : Badge 714 (Dragnet) (série télévisée)
- 1957-1958 : Perry Mason (série télévisée)
- 1958 : Les Aventuriers du Far West (Death Valley Days) (série télévisée)
- 1958-1959 : The Real McCoys (série télévisée)
- 1958-1962 : The Jack Benny Program (série télévisée)
- 1961 : Peter Gunn (série télévisée)
- 1961 : Tales of Wells Fargo (série télévisée)
- 1961 : Bachelor Father (en) (série télévisée)